# La Croix-de-la-Rochette
 La Croix-de-la-Rochette  es una población y comuna francesa, en la región de Ródano-Alpes, departamento de Saboya, en el distrito de Chambéry y cantón de La Rochette.

## Demografía
| 218 | 211 | 205 | 150 | 186 | 181 | 322 |
| Para los censos de 1962 a 1999 la población legal corresponde a la población sin duplicidades (Fuente: INSEE [Consultar]) |     |     |     |     |     |     |